# O'Kellygambiet
Het O'Kellygambiet is in de opening van een schaakpartij een variant in de Nimzo-Indische verdediging en het is geanalyseerd door de Belgische schaker Albert O'Kelly de Galway. De beginzetten van het gambiet zijn:

1. d4 Pf6 (het Indisch)
2. c4 e6
3. Pc3 Lb4 (het Nimzo-Indisch)
4. f3 c5
5. d5 b5
De ECO-code van het Nimzo-Indisch, waar dit gambiet een onderdeel van is, is E20.